# Cliff and The Shadows - 50th Anniversary Tour 2009

## A turnéról
2009 őszén indult Cliff Richard turnéja, amelynek különlegessége, hogy az énekes egykori zenekarával, a The Shadows-szal lépett fel. A jubileumi koncerteken húsz év után először lépett együtt színpadra Richard és a The Shadows. Összesen 11 koncertet adtak.

## A turné állomásai
| Dátum                | Város      | Ország   | Helyszín                                   | Eladott jegyek száma / Szabad jegyek | Bevétel összege ($) |
| -------------------- | ---------- | -------- | ------------------------------------------ | ------------------------------------ | ------------------- |
| Európa               |            |          |                                            |                                      |                     |
| 2009. szeptember 19. | Killarney  | Írország | INEC Arena                                 | 4,000                                |                     |
| 2009. szeptember 21. | Dublin     | Írország | The O2                                     | 9,500                                |                     |
| 2009. szeptember 23. | Belfast    | Írország | Odyssey Arena                              | 14,000                               |                     |
| 2009. szeptember 25. | London     | Anglia   | The O2 arena                               | 45,698 / 45,698 (100%)               | $4,449,852          |
| 2009. szeptember 26. | London     | Anglia   | The O2 arena                               | 45,698 / 45,698 (100%)               | $4,449,852          |
| 2009. szeptember 28. | London     | Anglia   | The O2 arena                               | 45,698 / 45,698 (100%)               | $4,449,852          |
| 2009. szeptember 30. | Nottingham | Anglia   | Nottingham Arena                           | 7,853 / 7,853 (100%)                 | $750,218            |
| 2009. október 1.     | Birmingham | Anglia   | National Indoor Arena                      | 34,714 / 34,714 (100%)               | $3,336,668          |
| 2009. október 3.     | Birmingham | Anglia   | National Indoor Arena                      | 34,714 / 34,714 (100%)               | $3,336,668          |
| 2009. október 4.     | Birmingham | Anglia   | National Indoor Arena                      | 34,714 / 34,714 (100%)               | $3,336,668          |
| 2009. október 6.     | Cardiff    | Wales    | CIA                                        | 4,843 / 4,843 (100%)                 | $469,174.5          |
| 2009. október 7.     | Liverpool  | Anglia   | Echo Arena                                 | 9,688 / 9,688 (100%)                 | $926,775            |
| 2009. október 9.     | Glasgow    | Skócia   | Scottish Exhibition and Conference Centre) | 18,065 / 18,065 (100%)               | $1,738,120          |
| 2009. október 10.    | Glasgow    | Skócia   | Scottish Exhibition and Conference Centre) | 18,065 / 18,065 (100%)               | $1,738,120          |
| 2009. október 12.    | Newcastle  | Anglia   | Metro Radio Arena                          | 9,531 / 9,531 (100%)                 | $906,410            |
| 2009. október 14.    | Sheffield  | Anglia   | Sheffield Arena                            | 22,413 / 22,413 (100%)               | $2,126,877          |
| 2009. október 15.    | Sheffield  | Anglia   | Sheffield Arena                            | 22,413 / 22,413 (100%)               | $2,126,877          |
| 2009. október 17.    | Manchester | Anglia   | MEN                                        | 29,438 / 29,438 (100%)               | $2,884,671          |
| 2009. október 18.    | Manchester | Anglia   | MEN                                        | 29,438 / 29,438 (100%)               | $2,884,671          |
| 2009. október 20.    | Cardiff    | Wales    | Cardiff International Arena                | 4,843 / 4,843 (100%)                 | $469,174.5          |
| 2009. október 22.    | London     | Anglia   | Wembley Arena                              | 21,934 / 21,934 (100%)               | $2,171,690          |
| 2009. október 23.    | London     | Anglia   | Wembley Arena                              | 21,934 / 21,934 (100%)               | $2,171,690          |

Megjegyzés: Cliff Richard és a The Shadows az összes jegyet eladta az Egyesült Királyságban és ezzel a második helyen volt 2009-ben a jegyeladást nézve. Összesen 20 millió 229630 db jegyet adtak el, összesen 209.020 brit néző előtt játszottak.

## Közreműködők
- Cliff Richard - vezető vokál, akusztikus gitár
- Hank Marvin - vezető gitáros, háttérvokál
- Bruce Welch - ritmusgitár, háttérvokál
- Mark Griffiths - basszusgitár
- Brian Bennett - dobok, ütős hangszerek
- Keith Hayman - billentyűs hangszerek
- Warren Bennett - billentyűs hangszerek, gitár